# Klaus Türk

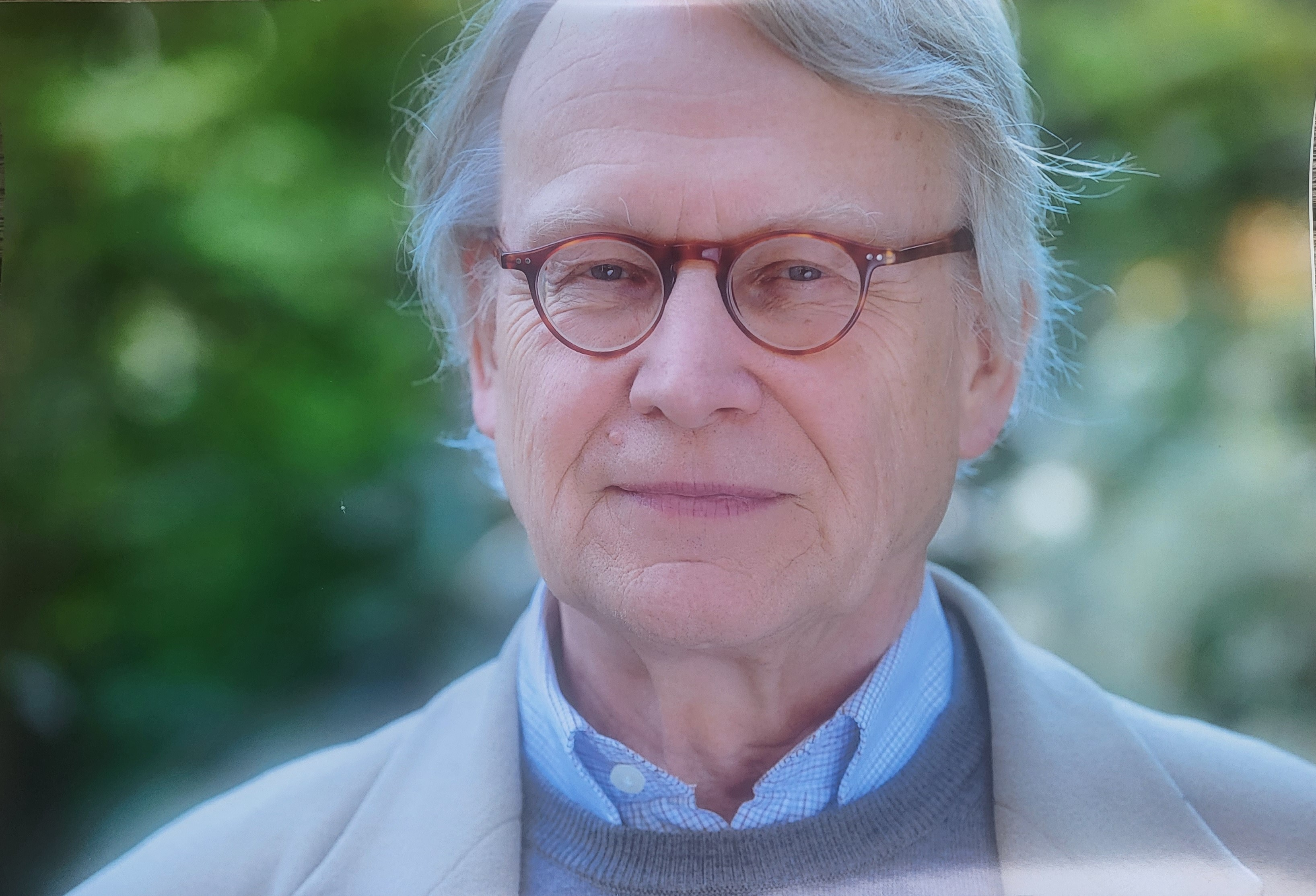
Klaus Türk, 2010

Klaus Türk (* 2. Oktober 1944 in Ahrensburg/Holstein; † 16. August 2023 in Wuppertal) war ein deutscher Sozialwissenschaftler. Nach einer Banklehre studierte Klaus Türk Betriebswirtschaftslehre, Wirtschafts- und Sozialgeschichte und Soziologie an der Universität Hamburg. Nach Promotion und Habilitation hatte er zunächst ab 1982 eine Professur für Soziologie an der Universität Trier inne. 1990 wechselte er an die Bergische Universität Wuppertal.

## Schriften (Auswahl)

### Monografien
- Grundlagen einer Pathologie der Organisation : 60 Übersichten. Verlag Enke, Stuttgart 1976, ISBN 978-3-432-88741-8.
- Soziologie der Organisation : eine Einführung. Verlag Enke, Stuttgart 1978, ISBN 978-3-432-89711-0.
- Neuere Entwicklungen in der Organisationsforschung : Ein Trend Report. Verlag Enke, Stuttgart 1989, ISBN 978-3-432-98121-5.
- „Die Organisation der Welt“ : Herrschaft durch Organisation in der modernen Gesellschaft. Westdeutscher Verlag, Wiesbaden 1995, ISBN 978-3-531-12699-9.
- Bilder der Arbeit: eine ikonographische Anthologie. Springer Verlag, Heidelberg 2000, ISBN 978-3-322-80367-2.
- Mensch und Arbeit : 400 Jahre Geschichte der Arbeit in der bildenden Kunst. MSOE Press, Milwaukee, Wisconsin 2003, ISBN 978-3-89861-209-8.

### Herausgeberschaften
- Hauptwerke der Organisationstheorien. Westdeutscher Verlag, Wiesbaden 2000, ISBN 978-3-322-80832-5.
- Handlungssysteme. Westdeutscher Verlag, 1978, ISBN 978-3-531-21404-7.